# Елагин, Владимир Николаевич
Владимир Николаевич Елагин (1831—1863) — русский писатель

; в своё время один из известных представителей обличительной литературы 1850-х гг.

## Биография
Владимир Елагин родился в 1831 году в городе Туле; происходил из дворян. Учился на медицинском факультете Московского университета.
В начале Крымской войны поступил в военную службу в Русскую императорскую армию; при одной вылазке из Севастополя во время осады города был тяжело ранен в грудь. 
Поселившись затем в городе Екатеринославе, Владимир Николаевич Елагин хорошо ознакомился с провинциальным обществом и, сойдясь с несколькими местными писателями — членами «Пиквикского клуба», вскоре написал свое первое произведение: «Поджигатель», которое в печать так и не попало. 
Следующее сочинение Елагина «Откупное дело» («Современник», 1858 год, №№ 9, 10) принесло ему известность, но в то же время восстановило против него влиятельнейших лиц Екатеринославской губернии (губернатор даже добился его исключения из дворянского клуба), которые за литературными персонажами увидели себя. Екатеринославские «Пиквики», по случаю выхода романа устроили в отеле Морица весьма провокационный праздник под названием «Литературный обед», на котором, в числе прочего, звучали и требования освобождения крепостных крестьян. Один из членов «Пиквикского клуба» Н. П. Баллин позднее написал в своих мемуарах: 
«Литературный обед пиквиков имел целью усилить общее сочувствие к провинциальной литературной деятельности…  Программа нашего обеда была обстоятельно обдумана. Прежде всего пиквики пили за здоровье Государя-Освободителя. Потом были провозглашены тосты за успехи обличений, за процветание провинциальной литературы, за здоровье Михаила Евграфовича Салтыкова… Речи наши, разумеется, были сердечны и молоды...»
Среди других литературных произведений В. Н. Елагина наиболее известны следующие: «Губернский карнавал» (из трех частей напечатаны лишь две, в «Современнике», 1860), «Подряд» («Современник», 1862), «Важное мертвое тело» (в «Новороссийский сборник») и «Фрол Иванович» («Русское слово», 1859). 
В 1859 году литературная деятельность Елагина прекратилась, вследствие поразившего его паралича (сказалось фронтовое ранение). Елагина поместили в местную больницу, а затем перевезли в столицу в клинику Петербургской военно-медицинской академии, но, несмотря на все усилия врачей, Владимир Николаевич Елагин так и не оправился и в 1863 году скончался; возможно окончательно писателя сломило известие, что за время его болезни, при родах умерла его супруга и ребенок.
Сочинения Елагина позволяют увидеть дагерротипно-верную картину двух классов провинциального общества — откупного мира и губернской аристократии.